# Ute Koczy

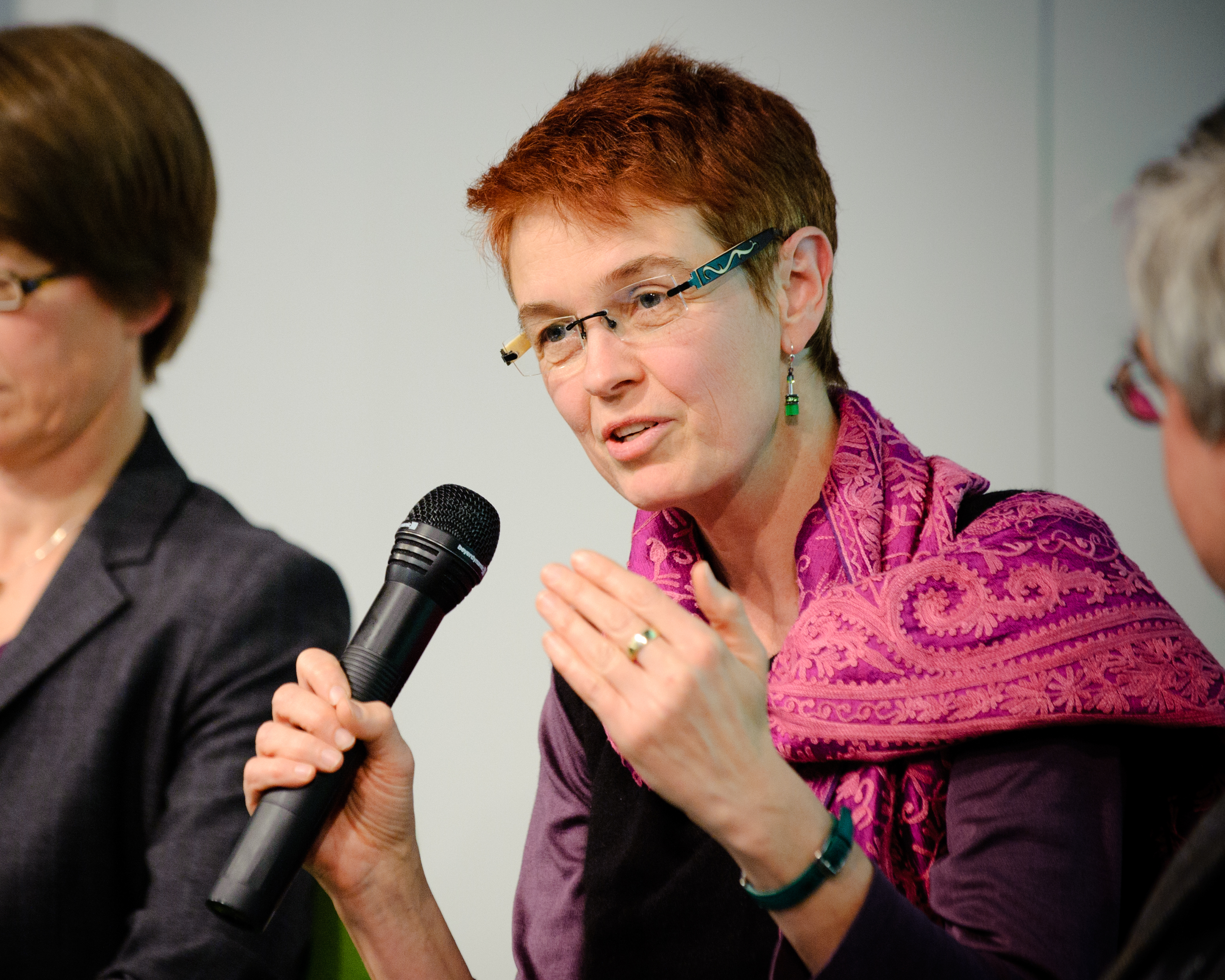
Ute Koczy

Ute Maria Christine Koczy (* 9. Juni 1961 in Heidenheim an der Brenz) ist eine deutsche Politikerin (Bündnis 90/Die Grünen).

## Leben und Beruf
Nach dem Abitur 1980 absolvierte Ute Koczy ein Studium der empirischen Kulturwissenschaft, der Ethnologie und der Geographie an der Eberhard-Karls-Universität Tübingen, welches sie 1987 als Magistra Artium beendete. Danach arbeitete sie als entwicklungspolitische Referentin im Welthaus Bielefeld.
Ute Koczy ist verheiratet.

## Partei
Seit 1983 ist sie Mitglied der Grünen. 
Von 2004 bis 2005 war sie Sprecherin der Bundesarbeitsgemeinschaft Nord/Süd.
Seit 2014 ist sie wieder eine der beiden Vorsitzenden des Bezirksverbandes Ostwestfalen-Lippe. Dieses Parteiamt hatte sie bereits von 1998 bis 2005 bekleidet.

## Abgeordnete
Von 1989 bis 1995 gehörte Ute Koczy dem Rat ihres Wohnortes Lemgo an.
Von 1995 bis 2005 war sie Mitglied des Landtages von Nordrhein-Westfalen. Hier war sie von 2000 bis 2005 Vorsitzende des Ausschusses für Europa- und Eine-Welt-Politik.
Von 2005 bis 2013 war sie Mitglied des Deutschen Bundestages und in dieser Zeit als Sprecherin der Bundestagsfraktion Bündnis 90/Die Grünen für Entwicklungspolitik tätig.
Ute Koczy erhielt in den zwei Wahlperioden des 16. und 17. Deutschen Bundestags über die Landesliste Nordrhein-Westfalen ihr Abgeordnetenmandat. Bei der Bundestagswahl 2013 reichte ihr Parteilistenplatz 15 nicht für einen erneuten Einzug in den Deutschen Bundestag aus. 
Bei der Bundestagswahl 2017 trat Koczy im Bundestagswahlkreis Lippe I und auf Platz 13 der Landesliste ihrer Partei an. Nur die ersten 12 Plätze der Landesliste zogen in den Bundestag ein. Als Katja Dörner im Herbst 2020 zur Oberbürgermeisterin von Bonn gewählt wurde und aus dem Bundestag ausschied, hätte Ute Koczy ins Parlament nachrücken können, doch verzichtete sie zugunsten von Janosch Dahmen.
Seit April 2018 arbeitet Ute Koczy im Team Weltbank der NGO Urgewald.

## Mitgliedschaft
Koczy ist seit 1985 Mitglied bei Terre des Femmes.